# Grumezoaia
Grumezoaia – wieś w Rumunii, w okręgu Vaslui, w gminie Dimitrie Cantemir. W 2011 roku liczyła 483 mieszkańców.